# サモンナイト クラフトソード物語 〜はじまりの石〜
『サモンナイト クラフトソード物語 〜はじまりの石〜』（サモンナイト クラフトソードものがたり はじまりのいし）は、バンプレスト（後のバンダイナムコエンターテインメント）から2005年12月8日に発売されたゲームボーイアドバンス用ゲームソフト。

## 概要
サモンナイトシリーズの外伝の一つで、ジャンルは「ファンタジックバトルRPG」。『サモンナイト クラフトソード物語』、『サモンナイト クラフトソード物語2』の続編であるが、物語としての繋がりはない。

## ゲームシステム
基本的なシステムは前作「2」とほぼ変わらないが、鍛冶師ランクが武器ごとに設定され、通信機能が復活するなどの変更点がある。
以下に本作における新要素を列挙する。
新武器「ボウ」の追加
前作までの5つ（ハンマーも含めると6つ）の武器に加えて、新たに遠距離攻撃が可能なボウが追加された。フィールドアクションでは障害物は壊せないが、特定の位置にある的に矢を当てることで一度だけアイテムをもらうことができる。
クラフトパートの新メニュー「強刃」「解体・改」の追加
「強刃」はTEC（武器の熟練度）が255の武器にパラメータを割り振って性能を強化する（割り振れる量は鍛冶師ランクによって変化する）。実行後TECは0に戻る。
「解体・改」は「解体」のバージョンアップ版で、後者を実行したときに残せなかった必殺技や特殊効果を解体後のマテルに引き継ぐことが出来る。
ただしどちらも鍛冶師ランクが一定以上でないと使えない。
良質な武器
武器を作成した場合、稀に通常より性能が高い上に攻撃スピードが速く、TECがたまりやすい武器が出来ることがある。鍛冶師ランクが高いほど作りやすくなる。また選んだ護衛獣によって特定の種類の武器で作れる可能性が上昇する（#パートナーを参照）。
護衛獣が戦闘に参加する
前2作においては、護衛獣は後方でアイテムや魔法を使用するだけだったが、本作では補助装備の「パートナー出撃」をつけて使用することで、一定時間主人公の代わりに護衛獣が戦闘を行うことが可能。また主人公が倒された時に「パートナー出撃」を使用できる条件を満たしていれば、倒された直後に発動して護衛獣が後の戦闘を引き継ぐ（ただし制限時間を過ぎるとゲームオーバーになってしまうので注意）。主人公もしくは護衛獣でしか倒せない敵も存在するので、両者の使い分けが重要となる。
護衛獣が本来の力を取り戻した後は、その姿で戦う「真パートナー出撃」が使用可能になる（「パートナー出撃」も引き続き使用可能）。
自動操縦
戦闘中にセレクトボタンを押すと、主人公が自動で敵を攻撃する事ができるようになる。もう一度セレクトボタンを押すことで解除できる。なお、ガードをすることはできるが、自分から特技、道具、魔法を使用することはない。

## ストーリー
主人公は、プロスバンの町で出会った鍛冶師・ロブに憧れ、彼に弟子入りをする。しかし、ロブははぐれ召喚獣に殺されてしまう。そして今は彼のパートナーであった召喚獣を新たな親方とし、「親方が召喚獣」という理由で軽蔑されることもあるが、それにもめげず修行に励んでいた。
ある日、主人公が暮らす工房に謎の召喚獣が現れ、親方に怪我を負わせる。召喚獣を追った主人公は謎の少女・ミューノと出会う。ボスタフ工房の人間に絡まれている彼女を助けた主人公は、探していた召喚獣が彼女の護衛獣だったことを知る。お詫びとして、ミューノは工房の手伝いを、召喚獣は主人公のパートナーを務めることになった。ミューノを狙う組織について知った主人公は、パートナーと共に彼女を守る決心をする。そして主人公は、リィンバウム全土を脅かす陰謀に巻き込まれていく。

## 登場キャラクター

### 主人公
ゲームスタート時に男女いずれかを選択可能（名前、愛称も変更可能）。一人前の鍛冶師になること、そしてはぐれ召喚獣に殺されたかつての親方・ロブの敵討ちを目標に日々修行中。じっとしているのが苦手で物事を深く考えるより行動するタイプ。とても調子に乗りやすい性格。負けず嫌いで子ども扱いされたり半人前扱いされるのを嫌う。13歳。シリーズ中で唯一特別な能力や生い立ちなどが存在しない主人公である。
リッチバーン
声 - 相田さやか
男性主人公。通称は「リッチー」。好きな色は赤。
リフモニカ
声 - 清水愛
女性主人公。通称は「リフ」。好きな色はピンク。

### パートナー
主人公のパートナーとなる召喚獣たち。元々はミューノの護衛獣であるため、よくミューノを心配している。スタート時に選択可能（名前も変更可能）。召喚石が原石に近い（精製されたものより扱いが難しい）ために主人公によって不完全な状態で召喚されてしまうが、シナリオが進むと本来の力を発揮できるようになる。
ランドル
声 - 石井康嗣
機界・ロレイラルの召喚獣。4足形体・2足形体に変形できる機械兵士。不完全な召喚の結果、変形機構に異常が生じてしまう。通常機械兵士は名前の最後に「ルド」と付くが、彼の場合逆に「ドル」になっている。元は拠点防衛用の兵器だった。
機械兵士らしく攻撃力・防御力・HPは高いが、その分動きが遅い。また4足歩行の状態では戦闘時にジャンプができない。
彼を護衛獣に選ぶと、ドリルを作る際に良質な武器になる可能性が上がる。
エンジ
声 - 島田敏
鬼妖界・シルターンの召喚獣。猫が百年生きて猫又になるように、百年生きて「トラマタ」という妖怪になった虎。通り名は「百里山のエンジ」。不完全な召喚の結果、妖力が抜け、猫のような姿になってしまう。本人は猫と言われるのがとても気に入らない様子。義理高く世話好きで、頑固な一面がある性格だが、「真の姿の方がカッコいい」と言うなどナルシストな一面がある。よく諺を口にする。
マゲに誇りを持っており、よく「マゲに誓って」と言う。
護衛獣の中では最高の素早さを誇る。
彼を護衛獣に選ぶと、アクスを作る際に良質な武器になる可能性が上がる。
キルフィス
声 - 斎賀みつき
霊界・サプレスの悪魔。冷徹な性格で、口数は少ない。ただ、ミューノへの心配を隠すなど、照れ屋な一面も。不完全な召喚の結果、子供の姿になってしまう。
護衛獣の中では魔力が一番高く、また唯一戦闘時に空中浮遊が可能。
彼を護衛獣に選ぶと、スピアを作る際に良質な武器になる可能性が上がる。
ルフィール
声 - 能登麻美子
幻獣界・メイトルパの召喚獣。臆病だが強がりな性格。兄がいる。不完全な召喚の結果、変身能力が失われてしまう。
ステータスは平均的だが、魔力はやや低め。
彼女を護衛獣に選ぶと、ナックルを作る際に良質な武器になる可能性が上がる。

### ミシュース村の人々
ミューノたちがかつて住んでいた村。
ミューノ
声 - 田中理恵
14歳。ある事情で護衛獣と共に旅に出る。気弱な印象だが芯の強い一面もある。好きな色は緑。
アニスたちの一味が故郷を襲撃した際、父親からゴヴァンの魔石を悪用されないようにと託され、護衛獣と共に一味の追撃を逃れ、ディックル村を訪れる。
扱いの難しい原石に近い召喚石を完璧に扱えることから、召喚師としての才能は高い可能性がある。
クリア後、ある条件を満たすと対戦できたり、おまけバトルで使用可能になる。使用武器はソードとボウ。
ウェルマン
ミューノの父親。護衛獣によると、魔石を守るために戦闘訓練を積んでいて、戦闘力はかなり高いらしい。
アニス達の一味がミシュース村に襲撃した際にミューノを逃がすために捕えられ、彼女達に操られてしまう。

### ロブ工房の人々
主人公が所属している工房で、ディックル村にある。合言葉は「鍛冶師なら ハンマーは友 ハンマーは力 ハンマーは命」。
ロブ
声 - 石井康嗣
主人公の今は亡き親方。遠い都からヴィーとともに旅をしてきた鍛冶師であり、主人公の憧れの存在であった。
鍛冶師としての才能にとても優れており、腕っ節もとても強く、女性にも人気があったらしい。
ヴィーから貰ったピックを持っていたが、それが形見となってしまった。ボスタフによると彼を殺したのははぐれ召喚獣らしい。
おまけにて使用可能。使用武器はソードとスピア。
ヴィー
声 - 篠原恵美
主人公の元姉弟子で、ロブが亡くなった後、ロブ工房の親方になる。
ロブにより名もなき世界から召喚されてきた女性。ただ、ロブが亡くなっているためはぐれ召喚獣状態。
ロックな性格の姐さんだが乙女的思考も持ち、妄想モードという状態に入ると雰囲気が変わる（キルフィス曰く「魂の輝きが変わる」）。
本人曰くロブとは「禁断の関係」だったらしいが、実際はどうだったのかは不明。
唯我独尊なところもあり、物事を強引に推し進めたり他人の意見をスルーすることもしばしばある。怒ると恐ろしいほど容赦がなくなる。
使用武器はアクスとスピア。

### ボスタフ工房の人々
ロブ工房と敵対している工房。ボスタフ工房はディックル村の他にマーネイル宿場やプロスバンの町にも存在する。
ボスタフ
声 - 木内秀信
今は亡きロブ親方の親友だった人物。鍛冶師としても相当の実力を持つ。鍛冶の腕や人間関係等で、自分を上回るロブには嫉妬にも似た感情を抱いていた。
自分の顔を傷つけたはぐれ召喚獣を恨んでおり、名も無き世界から召喚された主人公の親方・ヴィーを嫌っている。
妻がいたが、既に死別している。
使用武器はアクスとドリル。
レミィ
声 - 入野自由
ボスタフ工房の鍛冶師。15歳。親方であるボスタフに心酔しているところがある。
互いに所属している工房が敵対しているため、主人公には冷たい態度で接するが、嫌ってはいない。
鍛冶や剣の腕前は高く、主人公を上回る。
母親はモーティア家の召喚師。昔は召喚師として勉強していたが、母親の仕事の態度に反発し、鍛冶師になった。
使用武器はソードとボウ。
ソードボルト
声 - 木内秀信
機界・ロレイラルの召喚獣で、レミィの護衛獣。純粋なロボットなので感情は持っていない。
本当はとても強いらしいのだが、ボスタフが召喚獣嫌いになってからは呼び出されることがなかった。
ザック
ボスタフ工房の鍛冶師。レミィを慕っている少年。よく転ぶなどドジだが情報通である。
互いの所属している工房が敵対しているため、主人公に礼を言おうとしても素直に言えない。
サージ
声 - 島田敏
ボスタフ工房の鍛冶師。召喚獣の弟子というだけで主人公の事を酷く嫌っている、了見の狭い男。
主人公に対して嫌がらせをするなど、多少へそ曲りなとこもあるが、根はいい性格。
ボスタフ工房丙部屋の組頭だけあり、それなりのプライドを持っている。
ボスタフ工房には彼と外見が似ている鍛冶師がいるが、彼との関係は不明。
本来の使用武器はアクスとナックルだが、初めて戦う時はソード、その次に戦う時はスピアである。

### ベンソン工房の人々
プロスバンの町にある工房。
ベンソン
ルイーズ村の鍛冶職人で、プロスバンの町にあるベンソン工房の親方（ただし本編中で鍛冶をする描写は一切無い）。
無表情で「ん」としか喋らないが、彼の一言には様々な想いが込められており、ジェイドは勿論のことエリエやミューノたちは彼の表情や言っている意味が分かるらしい。
ジェイド
声 - 宮野真守
ベンソン工房の鍛冶師。自称｢不死身のジェイド｣で、「ロブのマブダチ」。また、腕っ節が強いためプロスバンの町の自警団員もしている。顔は怖いが気さくでいい人。
主人公や護衛獣に「アニキ」と呼ばれているが、本人はそれを嫌がっている（だがシナリオが進むにつれてあまり気にしなくなったようである）。
ケーキが好きで不味いと暴れるらしいが、「ほほえみ亭」のケーキは気に入ったようだ。
ロブの死後、主人公の成長を気にかけていて、現親方であるヴィーとよく衝突する。
使用武器はナックルとドリル。
ナックルを使うのは、ロブに認められた武器が「エクセルナックル」というナックルだから。
エリエ
ベンソン工房で手伝いをしている少女。
まだ見ぬ父親に会いたいと思っている。母親は彼女を生んで他界している。

### 宿屋「ほほえみ亭」
ティエ
声 - 真田アサミ
宿屋「ほほえみ亭」の娘。10歳。
しっかりした性格だがお金にはうるさい。両親の商売に対しての考えの甘さに多少イライラしている。商魂が逞しいといえるが、その分何かにつけてお金を取ろうとすることがある。ただこれは、両親の人の良さのために経営難である宿のためである。
主人公を大変気に入っており、男なら自分の旦那に、女なら宿の看板娘にしようと考えている。
使用武器はソードとボウ。
テュス
宿屋「ほほえみ亭」の主人で、ティエの父親。
とても人のいい性格でお金より人の笑顔を大事にする人。だが、たまに度が過ぎる娘をしっかりと叱ることもある。
ロシェ
宿屋「ほほえみ亭」の主人で、ティエの母親。
旦那同様、とても人のいい性格。彼女の料理はリィンバウム一、とはティエの言葉。ほほえみ亭のショップも彼女が経営している。

### ミューノを狙う集団
ヴォイジン
故人。無色の派閥の人間であり、集団のリーダー的存在だったが、何者かに殺される。
アニス
声 - 小林沙苗
ミューノを狙う集団の少女。15歳。ルイーズ村の主、召喚獣・マグドラドを連れており、心を通わせている。
はぐれ召喚獣退治のために、パイク・ギランと共にボスタフに雇われていた。
かつてはルイーズ村で暮らしていたが、村が幻龍鬼とマグドラドの力を求めるヴォイジン達に襲撃された際、村を救うためにマグドラドと共に彼らの仲間になる。
使用武器はソードとスピア。
パイク
声 - 大塚明夫
ミューノを狙う集団の一人。大きなアフロヘアーと赤い鼻が特徴。どんな攻撃にも笑って耐えるため、「鋼鉄のパイク」と呼ばれている。
体力と腕力に自信があり、全力で戦える相手を探している。また召喚獣を嫌っており、道具としてしか見ていない。
使用武器はソードとアクス。
ギラン
声 - 石川英郎
ミューノを狙う集団の一人。通称（自称）「麗しのギラン」。オネエ言葉で喋る男。比較的冷静な性格ではあるが、怒ると口調が荒くなり手に負えなくなる。
使用武器はナックルとボウ。

### ルイーズ村の人々
トラム
声 - うえだゆうじ
ルイーズ村で暮らす少年。責任感が強く、村の長であった両親を襲撃で亡くしてから若いながらも村の長を務めている。
ルイーズ村の主、召喚獣・幻龍鬼の召喚石を所持している。
使用武器はスピア。
ギャラハン
ルイーズ村の鍛冶職人。鍛冶師らしく大らかではあるが、曲がったことが嫌いで芯の強い性格。
ヴォイジンたちがルイーズ村に襲撃してきた時に妻と子供を亡くしたらしい。

### 金の派閥
ベルヴォレン・リングヴァル
声 - うえだゆうじ
プロスバンの街で実権を持っている召喚師。しかし召喚術はほぼ使えないに等しく、親の七光りで街の長を務めている。政務もほとんどイアナが行っている。
気弱な性格で、面倒ごとに関わるのを非常に嫌っており、権力者としての威厳があまり見られない。
イアナ・モーティア
ベルヴォレンの秘書だが、実質的に実権を持っているのはこちら。若く多少幼い見た目をしているがレミィの母親。
夫が亡くなってから派閥での地位を獲得することばかりを考えるようになったらしいが、それはレミィのためである。